# 吳祐
吳祐（？年—？年），一作吳佑，字季英，陳留郡長垣縣人。東漢長史。

## 生平
吳祐十二歲時，跟隨父親吳恢上任。吳恢想用殺青竹簡寫經書，吳祐勸諫說：「父親越過五嶺，遠處海濱，風俗簡陋，然而有許多珍寶稀有的物品，上被朝廷所猜疑；下被爲權貴所寄望。如果書寫成了，就要用不少車輛運載。從前馬援運回薏苡被人誣告；王陽好車馬衣服，遷徙轉移，所載不過囊橐。當時的人怪其奢侈，故俗傳王陽能造黃金。所以容易造成嫌疑的事情，古代賢人也很慎重。」吳恢聽後，寫經書的事便作罷，吳恢撫其首說：「吳氏世不乏季子矣！」吳祐二十歲時，吳恢去世了，家中連一石糧食都沒有，但是他不接受他人的饋贈。經常在長垣澤那邊牧豬，哼著經書。遇到吳恢的朋友，被問說：「您是二千石的兒子卻做這樣的工作，縱使您不覺得可恥，但怎對得起您的父親呢？」吳祐只是表達謝意，照常牧豬。

### 結交黃真
吳祐被舉爲孝廉，將要離開時，郡裡設酒宴爲他送行，吳祐逾壇與小史雍丘黃真談笑了一段時間，結爲朋友而道別。郡功曹認爲吳祐倨傲，請太守黜斥他。太守說：「吳季英有知人之能，你暫且不要亂說。」

### 杵臼之交
公沙穆來京師遊太學，但沒有那麼多費用就學。於是公沙穆到吳祐家做舂米工人。吳祐與公沙穆攀談後大爲驚異，吳祐便和公沙穆在杵臼前成為朋友。「杵臼之交」後來引伸為交朋友不分貴賤。

### 膠東侯相
吳祐被舉光祿四行（敦厚、質樸、遜讓、節儉），遷任膠東侯相。任內與戴宏成為朋友、幫助過毌丘長。

### 為李爭辯
吳祐在膠東九年，遷任齊相，大將軍梁冀表薦爲長史。後來梁冀誣陷太尉李固，吳祐聽聞後，請見梁冀，爲李固爭辯，梁冀不聽。當時，扶風馬融在坐，爲梁冀寫奏章，吳祐對馬融說：「李公的罪，掌握在您的手中。如果李公遭到誅殺，您有什麼臉見天下人呢？」梁冀發怒起身回屋子裡去，吳祐也不辭而別。於是梁冀遷任吳祐爲河間相，因此吳祐辭官回家，從此不再為官，親自澆灌園蔬，用經書教學生。九十八歲時去世。

## 家庭

### 父
- 吳恢，一作吳惔，南海郡太守。[11][12]

### 子
- 吳鳳，官至樂浪郡太守。
- 吳愷，官至新息令。

### 孫
- 吳馮，吳鳳子，官至鮦陽侯相。[13]

### 玄孫
- 吳喬

## 延伸阅读
[在维基数据编辑]
 《後漢書·卷64》，出自范晔《後漢書》
 《東觀漢記》